# アティカ・バガー
アティカ・バガー（Atika Bouagaa、女性、1982年5月22日 - ）は、ドイツのバレーボール選手。ポジションはウィングスパイカー。元ドイツ代表。

## 来歴
2002年、ドイツ代表に初選出される。同年のワールドグランプリで銅メダルを獲得した。2004年のアテネ五輪、2006年の世界選手権に出場した。

## 球歴
- オリンピック - 2004年
- 世界選手権 - 2006年
- 欧州選手権 - 2003年、2007年

## 所属クラブ
- SV Sinsheim（1999-2000年）
- VC Olympia Berlin（2000-2001年）
- USC ミュンスター（2001-2004年）
- モデナ（2004-2005年）
- USC ミュンスター（2005-2007年）
- ベシクタシュ（2007-2008年）
- Club Voleibol Sanse（2008年）
- VC Stuttgart（2009-2011年）